# Ryo Germain
Ryo Germain (født 19. april 1995) er en japansk fodboldspiller.
Han har spillet for flere forskellige klubber i sin karriere, herunder Vegalta Sendai.